# Алексино (Сумская область)

Алексино (укр. Олексине) — село,
Белковский сельский совет,
Тростянецкий район,
Сумская область,
Украина.
Код КОАТУУ — 5925080406. Население по переписи 2001 года составляло 418 человек . Количество избирателей по состоянию на 2024 год составляло 264 человека.

## Географическое положение
Село Алексино находится на левом берегу реки Боромля,
выше по течению на расстоянии в 4 км расположено село Волков,
ниже по течению на расстоянии в 2,5 км расположен город Тростянец,
на противоположном берегу — село Белка.
По селу протекает пересыхающий ручей с 2 запрудами.
К селу примыкает лесной массив (сосна).
Через село проходит железная дорога, станция Скряговка в 2,5 км.
Рядом проходит автомобильная дорога Н-12.

## Известные люди
- Куц Владимир Петрович (1927-1975) — советский легкоатлет, стайер, заслуженный мастер спорта СССР, двукратный олимпийский чемпион, родился в селе Алексино.
- Куц Александр Михайлович (1911-1991) — Герой Советского Союза, родился в селе Алексино.